# الافتتاح الثاني لجوكو ويدودو
الافتتاح الثاني لجوكو ويدودو هو تنصيب جوكو ويدودو كرئيس لإندونيسيا في يوم الأحد 20 أكتوبر 2019م في مبنى البرلمان الإندونيسي في جاكرتا. يمثل هذا الحفل بداية فترة ولاية جوكو ويدودو (التي تُعرف عالميًا باسم جوكوي) لفترة ولاية ثانية وختامية مدتها خمس سنوات نائب الرئيس هو معروف أمين.
فاز مخيم جوكوي-أمين الانتخابي بانتخابات 2019 بنسبة 55.5 ٪ من الأصوات الشعبية ضد خصمهم الوحيد فرابوو سوبيانتو ونائبه ساندياغا أونو بعد رفض نزاع برابو من قبل المحكمة الدستورية، أعلنت لجنة الانتخابات العامة جوكوي فائزًا في الانتخابات.

## حفل الافتتاح
بدأ حفل الافتتاح في الساعة 15:30 بالتوقيت المحلي (08:30 بالتوقيت العالمي المنسق)، بعد 60 دقيقة من الموعد المحدد. عقدت الجلسة البرلمانية للجمعية الاستشارية الشعبية برئاسة رئيسها بامبانج سوساتو. نظرًا لأن الجلسة الافتتاحية عقدت يوم الأحد فقد قررت الجمعية دفع وقت بدء الجلسة إلى الأمام، والتي تعقد عادة في الساعة 10:00 بالتوقيت المحلي. وكانت الأسباب لإعطاء المسيحيين والكاثوليك والبوذيين وقتًا كافيًا لحضور حفل التنصيب. كان الغرض منه أيضًا عدم مقاطعة اليوم الأسبوعي المجاني للسيارات الذي يقام بالقرب من المكان في الصباح حتى الظهر مع إغلاق الطرق، تم إلغاء حدث يوم السيارة المجاني بعد ذلك.
على عكس الافتتاح السابق لن يتم تنظيم المسيرات الثقافية والشعبية. تضمن عدد رجال أمن الحدث 31 ألف فرد من الشرطة الوطنية الإندونيسية والقوات المسلحة الوطنية الإندونيسية.